# Skillounta
Skillounta (Grieks: Σκιλλούντα) is een deelgemeente (dimotiki enotita) van de fusiegemeente (dimos) Andritsaina-Krestena, in de Griekse bestuurlijke regio (periferia) West-Griekenland.